# Wilde Kust (Zuid-Amerika)

Kaart van Guiana's en aangrenzende landen

De Wilde Kust verwees naar de kustlijn tussen de delta van de Orinoco en de Amazone. Deze naam ontstond in de tijd van West-Indische Compagnie.
Dit gebied strekt zich uit over de kusten van Brazilië, Frans Guyana, Suriname, Guyana en Venezuela. Tot het begin van de 19e eeuw lagen hier Nederlandse, Britse en Franse kolonies.